# 金剛寺 (倉敷市)
金剛寺（こんごうじ）は岡山県倉敷市真備町に所在する真言宗御室派の寺院。別称「桜大師」（さくらだいし）または「桜のお大師様」（さくらのおだいしさま）。
創建は江戸時代。本尊は観世音菩薩、弘法大師石像二軀。
後述の事件により2014年に本堂は全焼し、現在は毘沙門堂と薬師如来堂、鐘楼、手水舎のみが残されている。

## 歴史
1817年（文化14年）、下道郡八代村の重吉（小野氏）により、四国八十八箇所の霊場になぞらえて八代・辻田・岡田・市場の四か村に八十八箇所の札所が造られた際に、二十七番札所として「高野峰神峰寺」と名付けられたのが創設である。
1872年（明治5年）に社寺堂宇書上げ明細帳に「桜大師堂」として登録、1883年（明治16年）に梵鐘を鋳造し鐘楼を建て、さらに1900年（明治23年）に高野山の出張所が大師堂内に置かれ、これによって高野山系の大師堂という縁故ができた。
昭和の初めに岡田村村長・三宅清三郎が桜大師堂を寺に格上げする念願を欲し、都窪郡中庄村の「阿弥陀庵」にいったん桜大師堂を合併する手続きを行い、引き続き1929年（昭和4年）に阿弥陀庵を桜大師堂の位置へ移転する手続きを行うとともに、宝生院の住職を受持住職とした。
1931年（昭和6年）、阿弥陀庵を「金剛寺」と改称するとともに寺に格上げする許可を受け、「古義真言宗宝生院末金剛寺」となった。
1945年（昭和20年）、真言宗が分離して宝生院が真言宗御室派に所属したため、末寺の金剛寺も御室派となった。

## 境内
1852年（嘉永5年）に瓦屋根の本堂が造られた。1883年（明治16年）に梵鐘が鋳造され、鐘楼が建てられた。鐘楼は、初めは境内の東に建てられたが、前述の桜大師堂を寺に格上げするために境内の拡張や石段の幅を拡げるなどの整備を行った際に、現在の石段の西へ移転された。
毘沙門堂と薬師如来堂が建てられた時期は不明である。
なお、後述の事件により2014年に本堂は全焼した。

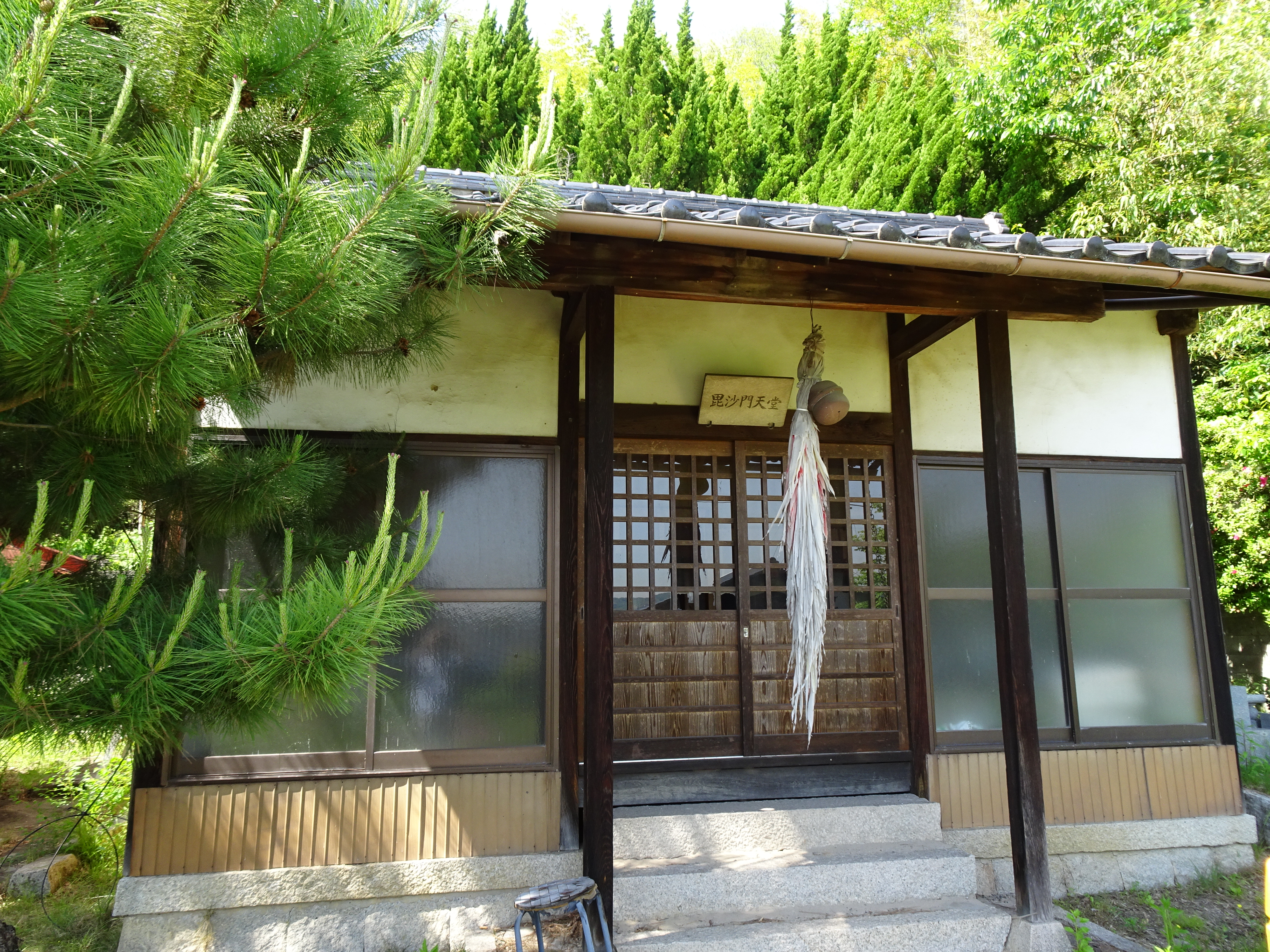
毘沙門堂
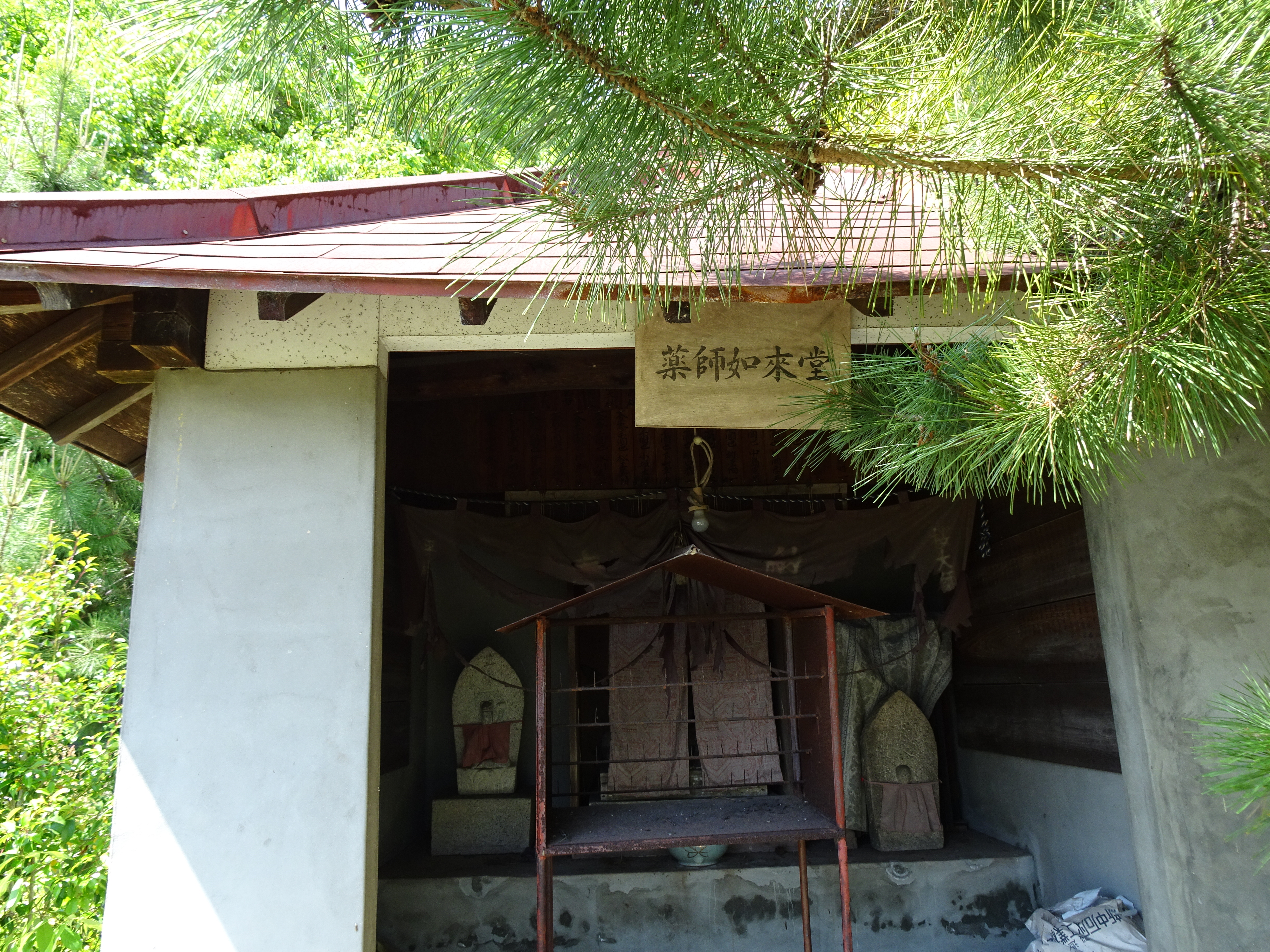
薬師如来堂
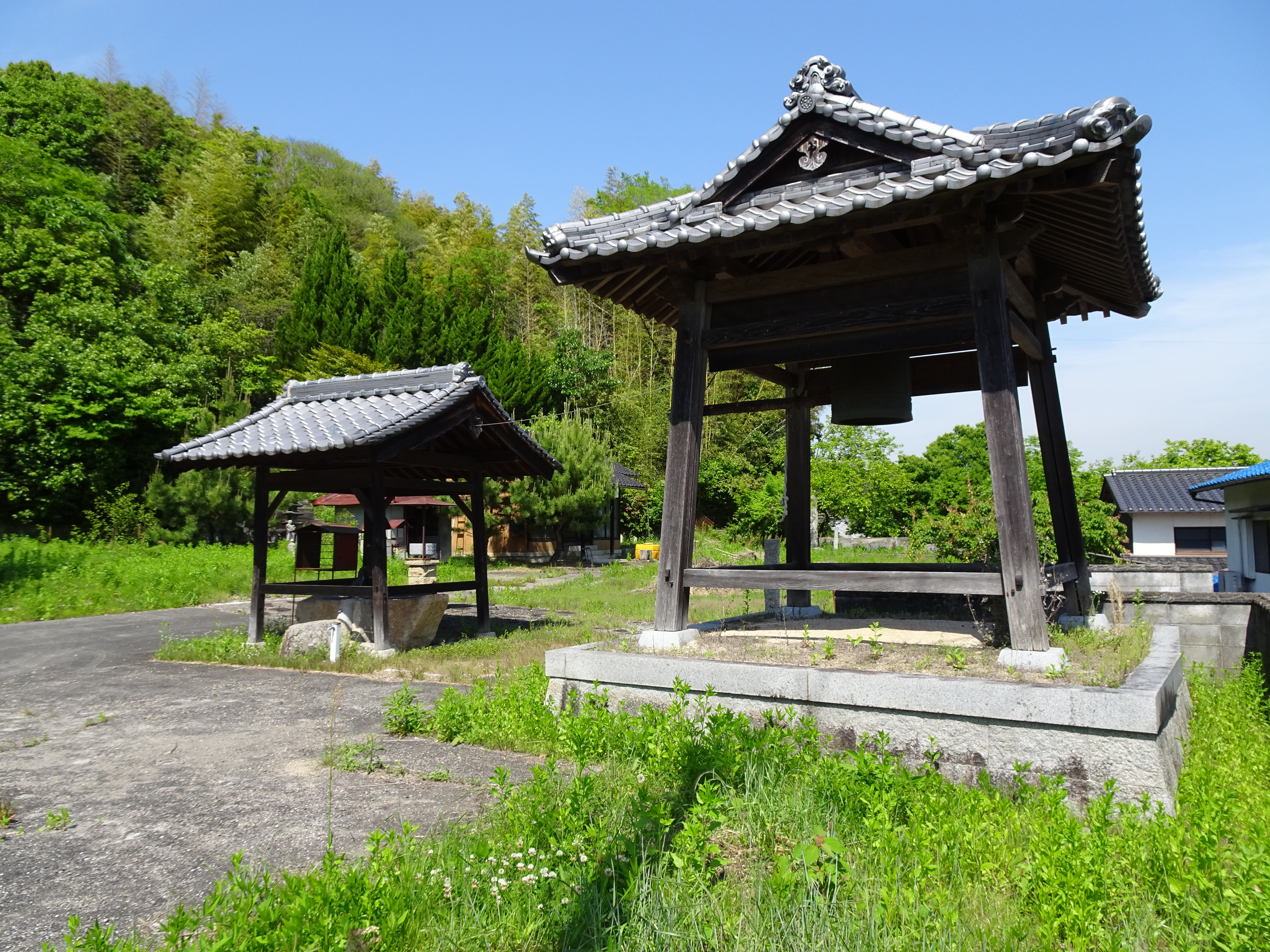
鐘楼と手水舎（境内全景）

- 鐘楼
- 手水舎

- 毘沙門堂
- 薬師如来堂
- 鐘楼と手水舎（境内全景）

## 交通アクセス
- JR西日本伯備線「清音駅」より徒歩約36分[6]。
- 井原鉄道「川辺宿駅」より徒歩約26分[6]。
- 井原鉄道「吉備真備駅」より徒歩約35分[6]。

## 『悪魔の手毬唄』と桜大師

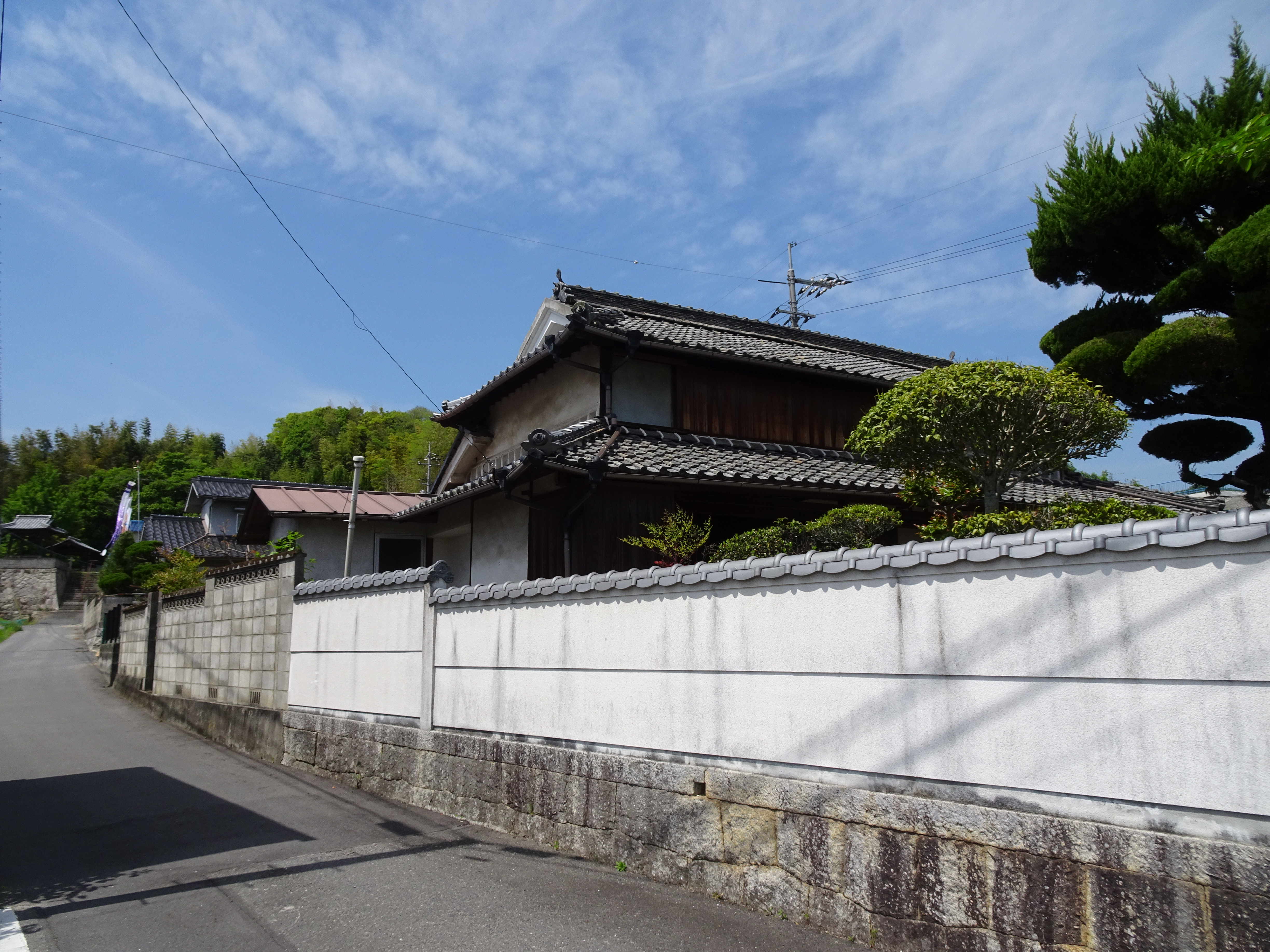
桜大師と横溝正史疎開宅
左奥の石段上が桜大師（金剛寺）の鐘楼、右手前の家が横溝正史疎開宅

第二次世界大戦末期から3年余りこの地に疎開していた横溝正史が執筆した、『悪魔の手毬唄』の舞台である鬼首村（おにこうべむら）に登場する寺が「桜のお大師」と呼ばれており、当寺の別称「桜大師」「桜のお大師様」がその呼称のモデルとなっている。
横溝はインタビューで、『悪魔の手毬唄』の鬼首村には地形上のモデルが実在しており、疎開先の吉備郡岡田村（現・倉敷市真備町岡田）の「桜」という集落を、作中に登場させていると述べている。また、同インタビューで編集者から示された鬼首村の地図を、「作者公認」として結構ですと述べており、その地図の桜集落の中に「大師」が記されている。

## 殺人放火事件
2014年1月10日午前7時40分ごろ、岡山県倉敷市真備町岡田の金剛寺で火災があり、本堂と住宅兼用の木造平屋建て1棟が全焼、焼け跡から住職（54歳）の妻（39歳）が遺体で見つかった。庫裏で妻の後頭部を建設作業用とみられる柄のついた鉄塊で殴り、火のついていた石油ストーブに向けて灯油をまき、自坊を全焼させたとして、3月4日、住職が殺人罪と現住建造物等放火罪の容疑で逮捕された。住職は火災の際にやけどを負って入院していたが、3月4日の退院後の事情聴取で容疑を認める供述をしたとのこと。

## 近隣施設
- 横溝正史疎開宅
- 倉敷市真備ふるさと歴史館